# Leo Petersen
Leo Petersen (1974) is een Nederlands poppenspeler. Hij produceert filmpjes voor Sesamstraat.
Hij gebruikt zijn blote handen en houten ogen voor poppen. De non-verbale films van "Lejo" zijn voor het eerst op Sesamstraat getoond in 2003. Hij heeft ook meegespeeld in de special Open Huis in Sesamstraat. Het karakter dat hij het meest op Sesamstraat gebruikt, is een handpop genaamd Lejo.
Naast zijn werk voor Sesamstraat geeft hij ook een theatervoorstellingen.

Sommige van zijn voorstellingen: "Handywork", "Hands Up", "Achter U!". 